# Nocardia sienata
Espèce
Nocardia sienata est une espèce de bactéries de la famille des Nocardiaceae.

## Taxonomie
Le nom correct complet (avec auteur) de ce taxon est Nocardia sienata corrig. Kageyama et al. 2004.
Nocardia sienata a pour synonyme :
- Nocardia senatus Kageyama et al. 2004

### Étymologie
L'étymologie du nom spécifique de N. sienata est la suivante : si.e.na.ta. N.L. fem. adj. sienata, couleur sienne, fait référence à la couleur ocre-jaune des colonies des Nocardia.